# 維吉尼亞 (愛達荷州)
維吉尼亞（英語：Virginia）是位於美國愛達荷州班諾克縣的一個非建制地區。該地的面積和人口皆未知。

## 地理
維吉尼亞的座標為42°29′39″N 112°09′56″W / 42.49417°N 112.16556°W，而該地的平均海拔高度為1463米（即4800英尺）。